# كوزمين أولاريو
كوزمين أولاريو (Aurelian Cosmin Olăroiu) ولد في مدينة بوخارست في رومانيا بتاريخ 10-6-1969، بدأ حياته كلاعب في عدد من الأندية الرومانية في صغره أشهرها الفريق الشهير في أوروبا يونيفرسيتاتيا كريوفا ,, لعب في مركز الدفاع وكان ذو قوة بدنية وجسمانية صلبة عُرف عنه القيادة داخل الميدان وهو الأمر الذي كان يعوض به كثير من إمكانياته الفردية وكانت روحه القتالية سبباً من الأسباب التي صاغت لعديد الفرق البطولات ,, كوزمين تنقل في عدد من الأندية ومنها أندية آسيوية كالفريق الكوري الجنوبي سوان سامسونج ولعب معه 56 مباراة ومن ثم انتقل إلى الفريق الياباني جيف يونايتد ايشيهارا شيبا ولم يدم معه طويلا حيث لعب عشر مباريات فقط.
بعد ذلك عاد كوزمين إلى رومانيا وبدأ مسيرة عصامية جديدة ولكن كمدير فني مدرب ليبدأ مشواره الجديد مع ناشيونال بوخارست 2000-2002، ومن ثم ستيوا بوخارست 2002 ,,
ثم العودة إلى ناشيونال بوخارست 2003-2004، ثم فريق بوليتنكا تيميسورا 2005، ومن ثم بلوغه مرحلة النضوج والدهاء التدريبي مع فريقه ستيوا بوخارست 2006-2007 والذي عاش فيه أقوى تجاربه التدريبية عندما لعب فريق ستيوا في بطولة الأبطال الأوروبية (دوري أبطال أوروبا) .
التحق السيد كوزمين أولاريو بتدريب نادي الهلال في صفقة هي الأكبر بين عقود المدربين في المنطقة العربية ومنذ قدومه لنادي الهلال في تاريخ 04/07/2007 وهو يقدم فكر جديد في عالم التدريب في المنطقة وهو الانضباطيه ولا سواها وأعتمد على أسلوب توافق كثيرا مع الطاقات الموجودة بنادي الهلال حيث عمد على بناء خطوط ثلاثة مترابطة وبقوة واحدة.
تعرض كوزمين للإبعاد من الملاعب السعودية بعد نهائي كأس ولي العهد لموسم 2008-2009، بأمر من الأمير سلطان بن فهد بسبب أن كوزمين رمى القميص الذي عليه صورة الأمير سلطان بن عبد العزيز آل سعود، وأكد كوزمين نفيه من المزاعم عبر أكثر من لقاء تلفزيوني [بحاجة لمصدر]، ودرب نادي السد لموسمين حقق فيها كأس نجوم قطر قبل أن يستقيل بعد تلك البطولة ثم انتقل لتدريب نادي العين الإماراتي.

## روابط خارجية
- كوزمين أولاريو على موقع رابطة كرة القدم اليابانية للمحترفين (اليابانية)
- كوزمين أولاريو على موقع دوري كوريا الجنوبية (الإنجليزية)
- كوزمين أولاريو على موقع قاعدة بيانات كرة القدم.إي يو (الإنجليزية)
- كوزمين أولاريو على موقع Soccerway.com (الإنجليزية)
- كوزمين أولاريو على موقع عالم كرة القدم.نت (الإنجليزية)